# Emil Borgmann
Emil Borgmann (11. August 1874 in Dortmund – nach 1920) war ein deutscher Opernsänger (Tenor).

## Leben
Borgmann, Sohn eins Rendanten, erhielt nach dem Abitur einen Freiplatz und Sustentationsgage am Weimarer Konservatorium und wurde später auf Kosten des Wiener Hofoperntheaters weiter ausgebildet. Seine Gesangslehrer waren von Franz von Milde in Weimar, Evelyne Muschler-Solbrig in Berlin und Marie Löwe-Destinn in Prag, die den jungen Sänger förderten bis zu seinem Debüt am Wiener Hofoperntheater, das auf allgemeines, freundliches Entgegenkommen bei Publikum stieß.
Borgmanns nächstem Engagement in Lübeck 1897 (Antrittsrolle „Lohengrin“) folgte im Oktober 1899 der Auftritt im Theater des Westens in Berlin. Von 1900 bis 1903 war er am Stadttheater von Hamburg engagiert. Danach zog er nach Essen und war von 1908 bis 1911 am Theater Graz, von 1912 bis 1913 an der Kurfürstenoper Berlin und 1913–15 am Hoftheater von Dessau tätig.
Bei den Bayreuther Festspielen sang er 1902 den „Erik“ im Fliegenden Holländer, 1904 trat in derselben Rolle bei den Münchner Opernfestspielen auf. Danach arbeitete er gastierend, u. a. an der Hofoper von Dresden, den Hoftheatern von Mannheim und Karlsruhe und dem Opernhaus von Frankfurt am Main. Während des Ersten Weltkriegs war er als Heldentenor in Berlin engagiert. In den 1920er Jahren trat er an verschiedenen Bühnen im Rheinland auf. Todesort und -zeitpunkt sind unbekannt.